# 2030 au Maroc
Chronologie du Maroc
- 2026
- 2027
- 2028
- 2029
- 2030
- 2031
- 2032
- 2033
- 2034

Cet article présente les faits marquants de l'année 2030 au Maroc ou relatifs au Maroc.

## Événements prévus
- du 13 juin au 21 juillet 2030 : La 24e édition de la Coupe du monde de football masculin se déroulera au Maroc et le Portugal et l'Espagne avec une candidature commune. La finale se déroulera au Maroc dans le Stade Hassan II près de Casablanca[1].
- 2030 : Le Maroc vise à doubler sa capacité aéroportuaire d'ici 2030 pour attirer plus de touristes. Le Maroc prévoit de doubler sa capacité aéroportuaire d'ici 2030, passant de 38 à 80 millions de passagers. Une ambition portée par la co-organisation du Mondial 2030 et la volonté de soutenir l'essor touristique du pays[2].